# Buriates

Os buriates[carece de fontes?] ou buriat-mongóis, somando cerca de 436.000 pessoas, são um povo indígena da Sibéria, e estão principalmente concentrados na sua pátria, a Buriátia. Os buriates são um povo mongol e partilham com os seus irmãos khalkha-mongóis muitos costumes, incluindo a pastorícia nómade e a construção de yurts para abrigo. Hoje, a maioria dos buriates vive em torno de Ulan Ude, a capital da república, embora muitos também vivam de forma mais tradicional, no campo.

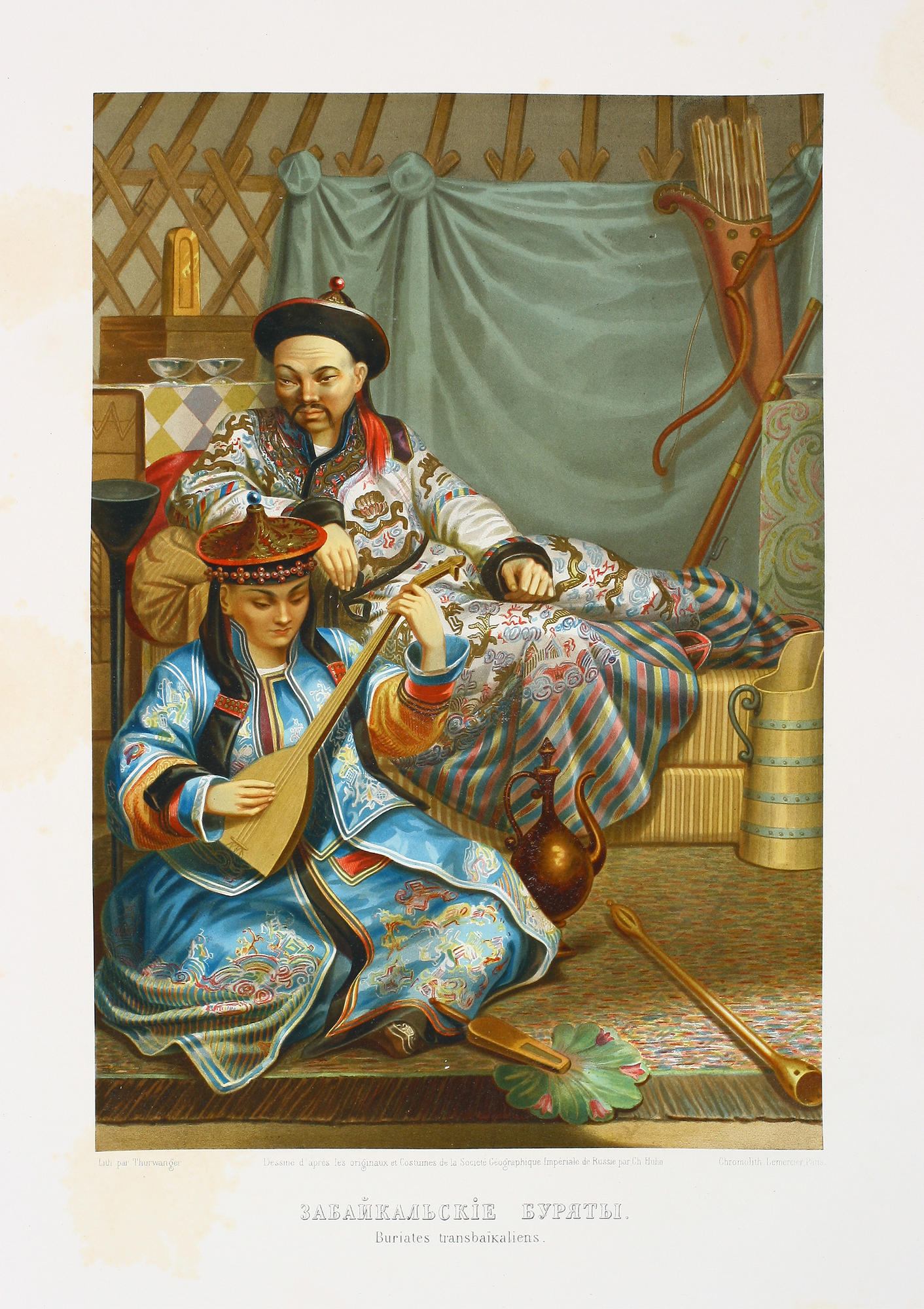
Buriates de Transbaikalia (1862)

O nome "buriate" é mencionado pela primeira vez num trabalho mongol em 1240. A consolidação das tribos e grupos teve lugar sob domínio russo. Além das tribos buriato-mongóis genuínas (Bugalat, Khora, Ekhirit, Khongodor) que se fundiram com os buriates, estes também assimilaram outros grupos, incluindo os oirotes, mongóis khalkha, tungus (evenques) e outros. O território e povo foram anexados ao estado russo através de dois tratados em 1689 e 1728, quando os territórios em torno do lago Baical foram separados da Mongólia. Entre meados do século XVII e o princípio do século XX, a população buriate aumentou de 27 700 até 300 000.

## Buriates famosos
- Agvan Dorzhiev - sacerdote budista e embaixador diplomática do XIII Dalai Lama
- Gombozhab Tsybikov - explorador russo do Tibete, o primeiro a fotografar Lhasa
- Vladimir Echeev - medalhista de bronze de Tiro com arco nos Jogos Olímpicos de Verão de 1988
- Irina Pantaeva - supermodelo e actriz
- Yuriy Yekhanurov - político ucraniano
- Bair Badënov - medalhista de bronze de tiro com arco nos Jogos Olímpicos de Verão de 2008 - Individual masculino